# Hermann Schüssler

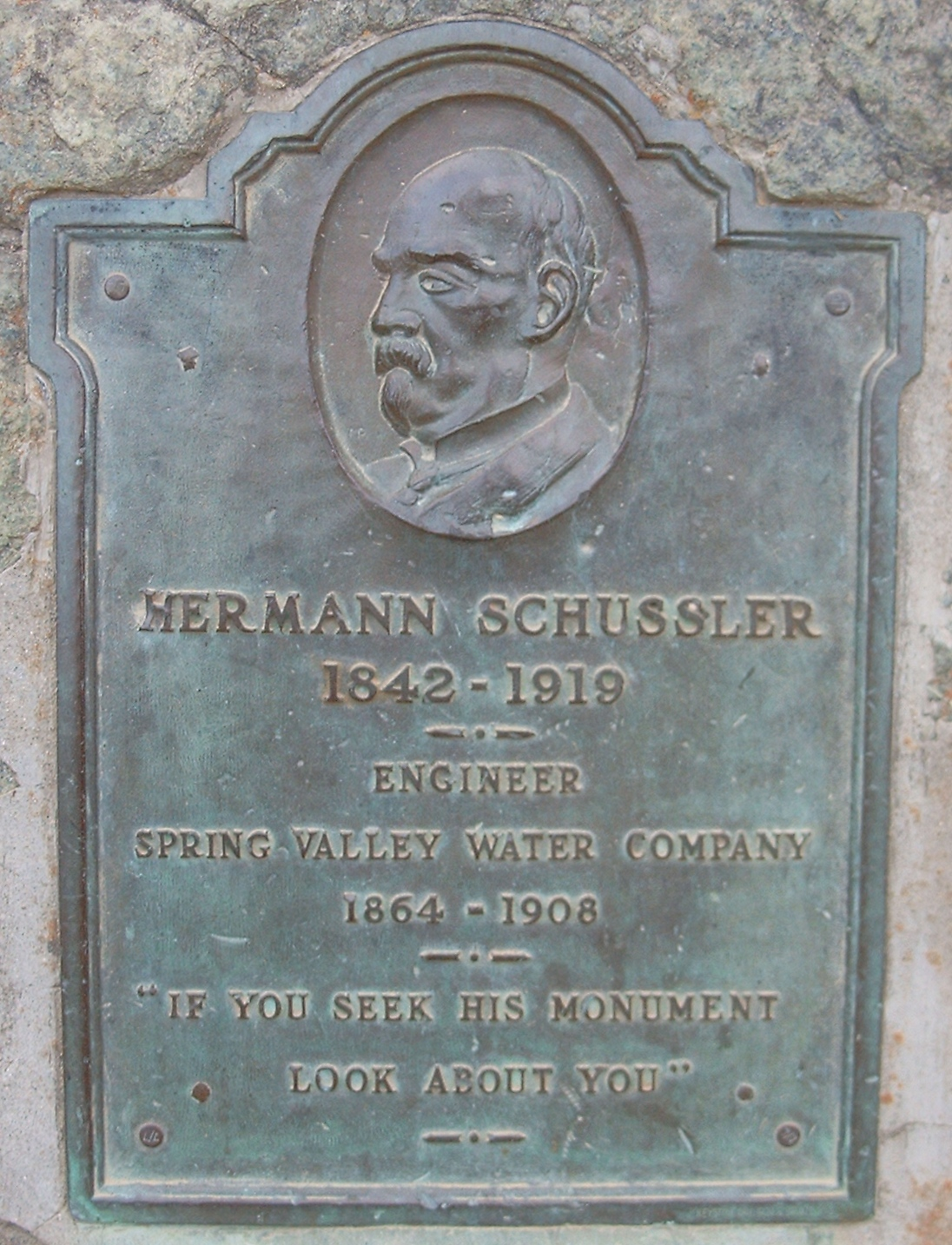
Placa de bronze no Reservatório de Crystal Springs em memória de Hermann Schüssler

Hermann Schüssler (Rastede, 4 de agosto de 1842 – São Francisco, Califórnia, 27 de abril de 1919) foi um engenheiro civil alemão, responsável pela construção de diversas barragens nos Estados Unidos.
Schüssler frequentou de 1859 a 1862 a Academia Militar Prusiana em Oldemburgo, Baixa Saxônia. Estodou depois engenharia civil no Instituto Federal de Tecnologia de Zurique e na Universidade de Karlsruhe.
Em 1864 imigrou para a Califórnia, começando a trabalhar na estação de fornecimento de água de São Francisco. Trabalhou em diversos projetos na área da baía de São Francisco. Dentre estes construiu a represa de Crystal Springs e a represa do Lago San Andreas, que resistiram sem danos ao sismo de São Francisco de 1906. Schüssler foi engenheiro diretor do Condado de Marin e depois de Virginia City, Nevada, onde construiu o sistema de fornecimento de água da mina de Comstock Lode. Construiu também o túnel Sutro e os sistemas de abastecimento de água de Tuscarora, Nevada e Pioche. Aposentou-se em 1914.